# Victor Brecheret
Victor Brecheret (Farnese, 22 februari 1894 – São Paulo, 17 december 1955) was een Braziliaanse beeldhouwer.

## Leven en werk
Vittorio Brecheret werd geboren in de Italiaanse plaats Farnese. Hij emigreerde op jonge leeftijd naar Brazilië en kreeg zijn eerste kunstopleiding vanaf 1912 aan het Lyceu de Artes e Oficios in São Paulo. In 1913 ging hij naar Rome om beeldhouwkunst te studeren bij Arturo Dazzi. In 1915 kreeg hij een eigen atelier in de Via Flamina en hij won in 1916 een eerste prijs met het werk Despertar bij een expositie. In deze periode van zijn loopbaan was de invloed van de beeldhouwers Auguste Rodin en Émile-Antoine Bourdelle duidelijk zichtbaar.
In 1919 keerde hij terug naar Brazilië en hij kreeg in 1921 een beurs van de staat São Paulo, een Pensionato Artístico. Hij verbleef enkele jaren in Parijs, waar hij deel nam aan de Salon d'Automne van 1922 (met het werk Templo da Minha Raça), 1923 (met Sepultamento), 1924 (met Portadora e Perfumes) en 1925 (met A Dançarina). In 1929 was hij aanwezig met zijn werk Depois do Banho bij de Salon des Indépendants in Parijs.
In 1932 was Brecheret medeoprichter van de Sociedade Pró-Arte Moderna (SPAM) en in 1934 werd hij door Frankrijk geridderd in het Franse Legioen van Eer. Hij nam zowel in 1950 als in 1952 deel aan de Biënnale van Venetië. In 1951 was hij prijswinnaar met het werk O Índio ea Suaçuapara tijdens de Biënnale van São Paulo. De kunstenaar overleed in 1955, na een theaterbezoek, aan een hartaanval. Een collectie van 140 werken bevindt zich in het Museu Brasileiro da Escultura in São Paulo.

## Werken (selectie)
- Eva (1921), Centro Cultural, Avenida Vergueiro in São Paulo
- Tocadora de Guitara (1923), Pinacoteca do Estado de São Paulo
- A portadora e Perfumes (1924), Pinacoteca do Estado de São Paulo
- Graça I en Graça II, Galeria Prestes Maia in São Paulo
- Diana a Caçadora, Teatro Municipal in São Paulo
- O Gruppo (1934), bibliotheek van La Roche-sur-Yon - oorspronkelijk aangekocht voor het Musée du Jeu de Paume in Parijs
- Depois do Banho (1945), Largo do Arouche in São Paulo
- Monumento às Bandeiras (1936/53), Parque Ibirapuera in São Paulo
- Monumento ao Duque de Caxias (1941), Praça Princesa Isabel in São Paulo
- Fauno (1942), Parque Siqueira Campos (Trianon) in São Paulo
- Via Cruxis, São Paulo e Cristo (1946), Capela do Hospital das Clinicas in São Paulo
- São Francisco (1954), Beeldenpark van het Museu Brasileiro da Escultura in São Paulo

## Fotogalerij

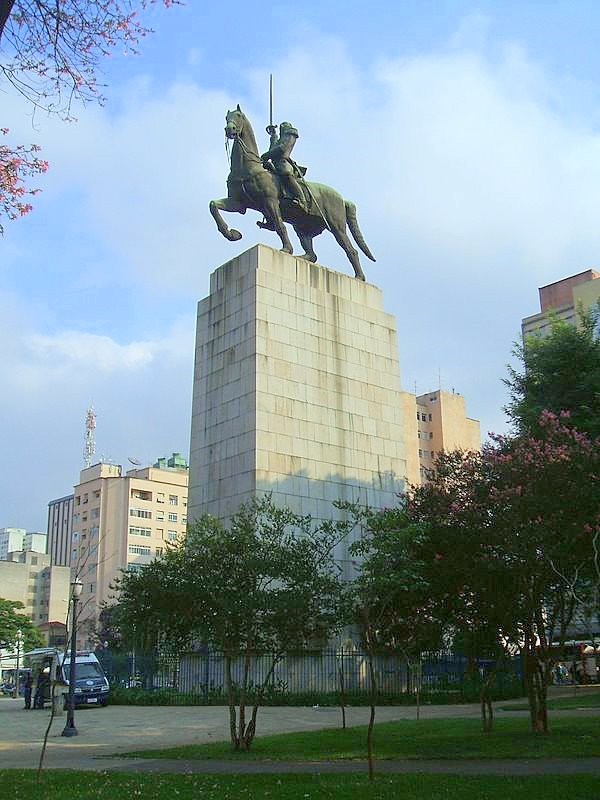
Monumento ao Duque de Caxias (1941)
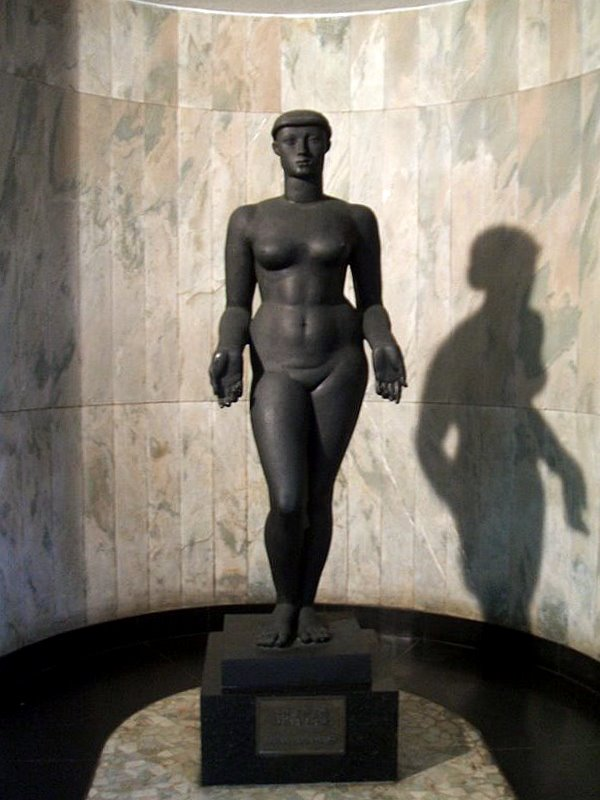
Graça I, Praça Patriarca
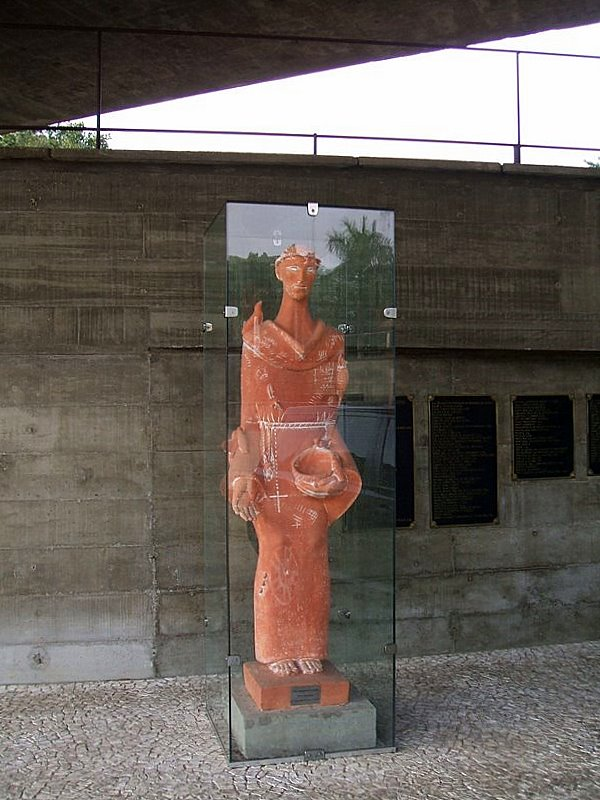
São Francisco (1954)
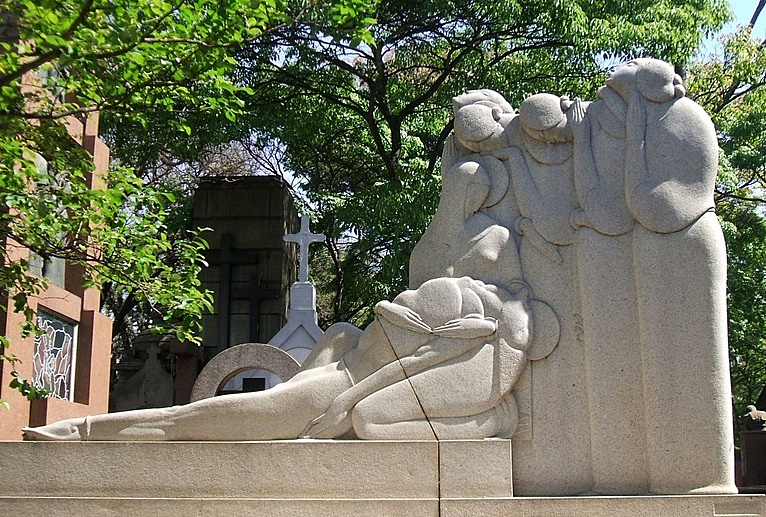
Graftombe Cemitério in São Paulo